# Société Anonyme des Automobiles N. Vincke
Société Anonyme des Automobiles N. Vincke est un constructeur automobile belge.

## Production
L’entreprise basée à Malines a commencé à produire des automobiles en 1895. L’usine était au 76 Rue Léopold . Le nom de marque était Vincke. Nicolas Vincke et son ingénieur en chef, le Français Louis Delmer, ont commencé à construire leur premier véhicule en 1894. Le moteur, un monocylindre, provenait du constructeur allemand Benz & Cie.

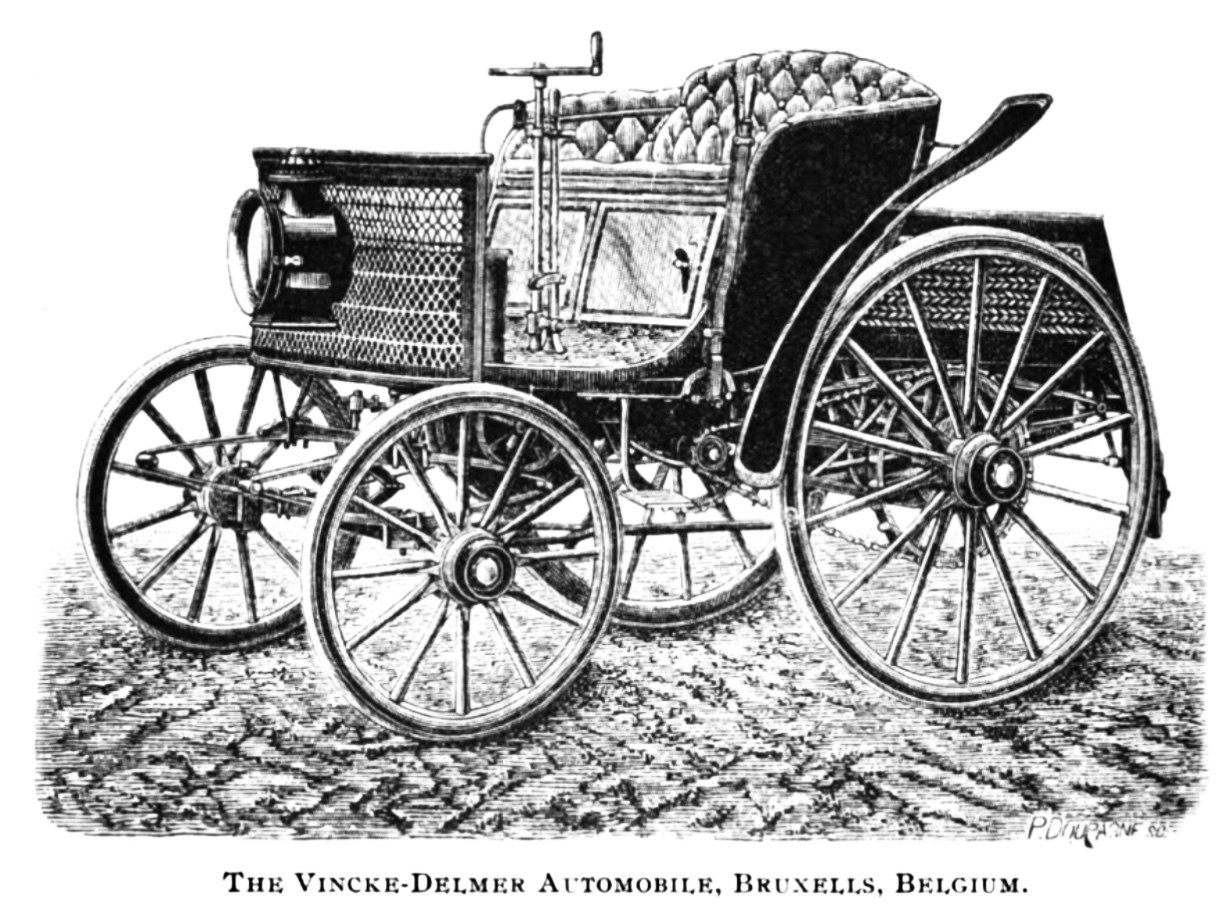
Vincke-Delmer (1895).

De 1898 à 1900, le modèle Victoria de 5 HP a été produit. Plus tard, des modèles de véhicules équipés de moteurs d’Aster ont été ajoutés. Sur le plan conceptuel, les véhicules étaient fortement basés sur le design de la Société Française d’Automobile Roch-Brault & Cie.
Des camions et des bus ont également été produits. La production s’est terminée en 1905.